# St. Alexander-Orden

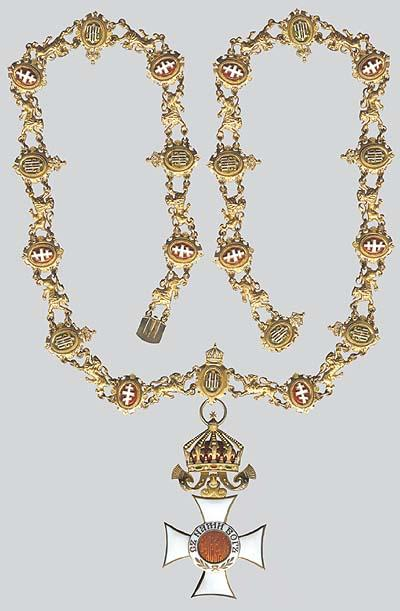
Großkreuz mit Collane

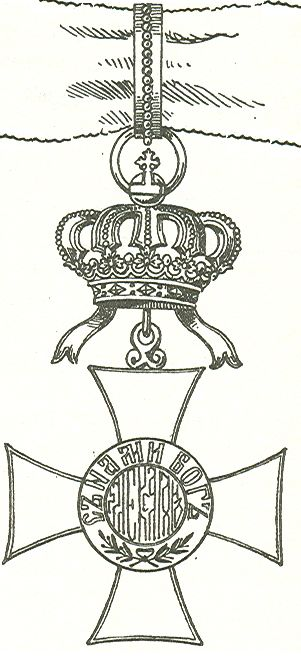
Komturkreuz (1. Modell)

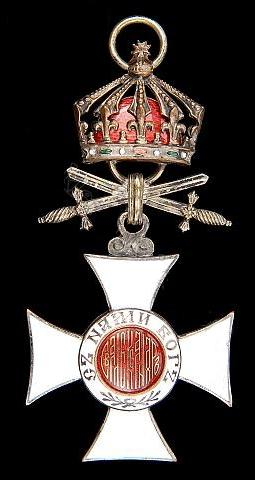
2. Model bis 1918 zwei gekreuzte Schwerter

Der St. Alexander-Orden (bg: Свети Александър) wurde am 25. Dezember 1881 durch Fürst Alexander I. von Bulgarien gestiftet und konnte für besondere Staatsdienste, Tapferkeit und persönliches Wohlwollen des Monarchen an In- und Ausländer verliehen werden.

## Ordensklassen
Der Orden bestand zunächst aus fünf Klassen, einem lediglich Offizieren vorbehaltenen silbernen Verdienstkreuz und der affilierten St. Alexander-Verdienstmedaille.
- Großkreuz
- Großoffizier
- Kommandeur
- Offizier
- Ritter

Per Statut vom 2. bzw. 14. August 1888 erfolgte durch Fürst Ferdinand I. von Bulgarien eine Erweiterung auf sechs Klassen und für Souveräne wurde eine Collane zum Großkreuz eingeführt. Die Collane ist aus Löwen gebildet, die wechselweise ein Medaillon mit und ohne Krone halten.
Für Militärverdienste konnte das Ordenszeichen ab diesem Zeitpunkt auch mit gekreuzten Schwertern
zur Verleihung kommen, hierbei waren  die Schwerter durch die Kreuzwinkel geführt, aber auch mit 
Schwertern am Ring (für Inhaber, die eine niedere Stufe mit Schwertern besaßen) hierbei wurden dazu zwei gekreuzte Schwerter zwischen Kreuz und Tragering angebracht.

## Ordensdekoration
Das Ordenszeichen ist ein Silber vergoldetes weiß emailliertes Kreuz, dass in den ersten drei Klassen bis 1908 von einer goldenen runden Krone (1. Modell) überragt ist. Nach der Ausrufung zum Königreich kam danach eine eckige Krone (2. Modell) zur Verwendung. Im rot emaillierten Medaillon sind in Altkyrillischer Schrift die Worte St. Alexander zu lesen. Das Medaillon ist von einem weiß emaillierten Reif mit der goldenen Inschrift Gott mit uns umschlossen. Im unteren Halbkreis finden sich zwei mittig gebundene Lorbeerzweige. Das Revers des Medaillons ist weiß emailliert und trägt in goldenen Lettern das dreizeilige Datum 19. August 1878 (Tag der Staatsgründung).
1918 wurde die Färbung des Ordenszeichens verändert. Das Kreuz war nunmehr rot emailliert und im ebenfalls rot emaillierten Medaillon ist der nach links gewendete bulgarische Löwe zu sehen.

## Trageweise
Das Großkreuz wurde an einer Schärpe von der linken Schulter zur rechten Hüfte sowie mit einem achtstrahligen Bruststern getragen. Großoffizier und Komtur dekorierten das Kreuz als Halsorden, Großoffiziere zusätzlich mit einem verkleinerten Bruststern. Alle anderen Klassen, das Verdienstkreuz sowie die Verdienstmedaille wurden am Band auf der linken Brustseite getragen.
Das Ordensband ist hellrot.